# True Star: A Private Performance
True Star: A Private Performance è il primo EP della cantante statunitense Beyoncé, pubblicato nel 2004 dalla Columbia Records in collaborazione con Tommy Hilfiger.

## Descrizione
L'EP si compone di due tracce: la cover di Wishing on a Star, già eseguita dalla cantante nel live album Beyoncé: Live at Wembley e usata per promuovere la nuova fragranza del brand, e l'inedito Naïve, un duetto con la sorella Solange Knowles in featuring con la rapper Da Brat.

## Tracce
1. Wishing on a Star – 4:07 (testo: Billie Ray Calvin)
2. Naïve (feat. Da Brat) (con Solange) – 3:45 (testo: Beyoncé Knowles, HR Crump, Mathew Knowles, Da Brat)